# 180도 상상력의 힘
180도 상상력의 힘은 TU미디어에서 2008년 제작한 텔레비전 프로그램이다. 다소 딱딱할 수 있는 지식 관련 소재들을 역발상의 상상력을 동원해 감성으로 풀어가는 신개념 지식 프로그램이다.